# Ephraim Praetorius
Ephraim Praetorius (* 11. März 1657 in Danzig, Polnisch-Preußen; † 14. Februar 1723 in Thorn, Polnisch-Preußen) war ein lutherischer Prediger und Historiker in Danzig und Thorn.

## Leben
Der Vater Georg Praetorius war Lehrer in Danzig.
Ephraim besuchte das Akademische Gymnasium und studierte anschließend evangelische Theologie, seit 1679 in Wittenberg, 1680 in Leipzig und 1682 in Rostock.
Seit 1683 war er wieder in Danzig und arbeitete wahrscheinlich zunächst als Lehrer. 1685 wurde er Pfarrer in Alt Münsterberg und den dazugehörenden Dörfern im Marienburger Werder. 1698 wurde Praetorius zum Prediger an die Kirche St. Lazarus am Stadtlazarett in Danzig berufen. Seit 1700 war er auch im neuen Spend- und Waisenhaus tätig. 1702 wurde er Pfarrer an der Kirche St. Jakob am Jakobshospital. 1705 wurde Ephraim Praetorius zum Hauptpfarrer der Marienkirche in Thorn berufen und war damit Senior (erster Pfarrer) der lutherischen Geistlichkeit der Stadt. 1723 starb er im Amt, kurz vor dem Thorner Blutgericht, und wurde an der Kirche St. Georg bestattet.
Ephraim Praetorius war in erster Ehe mit einer Tochter des Danziger Pfarrers Eilhard Cierenberg verheiratet. Danach vermählte er sich mit Elisabeth Lenzky (Lenzka). Mit dieser hatte er den Sohn Nathanael Praetorius (1722–1791), Bürgermeister von Thorn.

## Schriften
Ephraim Praetorius veröffentlichte zwei wichtige Übersichtswerke zu Lehrern und Predigern in Danzig, dazu über zwanzig theologische Texte und Predigten.
- Bibliotheca homiletica oder homiletischer Bücher-Vorrath über die gantze Bibel, Teil 1, Danzig 1691. 4°; Teil II Leipzig  1698; Fortsetzung  Leipzig  1708; Teil III Leipzig 1719.

- Dantziger-Lehrer Gedächtniß, bestehend in kurtzer Verzeichnis der Evangelischen Prediger zu Dantzig (...) nebst einem Anhange der Lehrer oder Professorum am Dantziger-Gymnasio, Leipzig 1704 ( 8°)
  - Dantziger-Lehrer Gedächtniß (…) zum andern mahl gedruckt, und biß auf gegenwärtige Zeit fortgesetzt, Dantzig 1713 (8°)
  - Dantziger-Lehrer Gedächtniß (…) vermehrt mit einem Verzeichniß der seit (...) 1709 (...) tentirten Studiosorum Theologiae, bei Johann Heinrich Rüdiger,  Danzig und Leipzig 1760 (4°) Digitalisat

- Athenae Gedansuses sive commentarius historico-chronologicus succinctus originem et constitutionem Gymnasii Dantisci (…) itemque recensionem superiorum ejus antistitum (...) nec non vitas et scripta rectorum ac professorum eiusdem continens. Accedit series I rectorum scholarum reliquarum publicarum Gedanensium, II rectorum Gymnasiorum tum Thoruniensis tum Elbingensis,  Lipsiae 1713 (8°), 240 Seiten, zu den Gymnasien in Danzig, Thorn und Elbing
- Das Evangelische Danzig, 2 Foliobände, Manuskript, im Staatsarchiv Danzig, eventuell auch im Kirchlichen Archiv Danzig